# Pseudasellodes fenestraria
Pseudasellodes fenestraria är en fjärilsart som beskrevs av Achille Guenée 1858. Pseudasellodes fenestraria ingår i släktet Pseudasellodes och familjen mätare. Inga underarter finns listade i Catalogue of Life.